# راندولف گوهی
راندولف گوهی (انگلیسی: Randolphe Gohi؛ زادهٔ ۴ آوریل ۱۹۶۹) بازیکن فوتبال اهل فرانسه است.
از باشگاه‌هایی که در آن بازی کرده‌است می‌توان به باشگاه فوتبال لو مان اشاره کرد.